# Kánon fríských dějin
Kánon fríských dějin (západofrísky: Kanon fan de Fryske skiednis) je seznam 41 položek, které tvoří osnovu výuky fríské historie na místních základních školách. Seznam byl veřejně prezentován 11. listopadu 2008. Sestavila ho komise, kterou vedl Goffe Jensma. Jde o regionální doplněk Kánonu nizozemské historie o 50 bodech, který se na tamních základních školách používá při výuce dějin Nizozemí.

## Položky
| #  | Položka                                                | Poznámka                               | Období                     |
| -- | ------------------------------------------------------ | -------------------------------------- | -------------------------- |
| 1  | Krávy                                                  | Příchod zemědělců do oblasti           | 3400 př. n. l.             |
| 2  | Hludanský kámen                                        | Kontakt s Římany                       | 12. př. n. l.–400          |
| 3  | Hegebeintum                                            | Frísko v době terpů                    | 600 př. n. l.–1000         |
| 4  | Námořníci a obchodníci                                 | Vrcholná doba obchodování              | 450–1200                   |
| 5  | Radbod a Svatý Bonifác                                 | Panovník a mučedník                    | 689–754                    |
| 6  | Frísko, země klášterů                                  | Slavná doba klášterů                   | 1100–1580                  |
| 7  | Fríská svoboda                                         | Raději mrtvý než otrok                 | 1250–1498                  |
| 8  | Fríský zákon                                           | Od Lex Frisionum po Freeska Landriucht | 800–1504                   |
| 9  | Edzard Sirksena                                        | Budovatel fríského státu               | 1462–1528                  |
| 10 | Pier Gerlofs Donia                                     | Hrdina nebo barbar                     | (cca) 1480–1520            |
| 11 | Viglius van Zuichem                                    | Frísové ve službách krále              | 1499–1577                  |
| 12 | Menno Simons                                           |                                        | 1496–1561                  |
| 13 | Voda                                                   | Sladká i slaná, přítel i nepřítel      | 600 př. nl–současnost      |
| 14 | Vypočítavý farmář                                      | Kniha Riencka Hemmemy                  | 1569–1573                  |
| 15 | Univerzita ve Franekeru                                |                                        | 1585–1843                  |
| 16 | Gysbert Japiks                                         |                                        | 1603–1666                  |
| 17 | Anna Maria van Schurmanová                             |                                        | 1607–1678                  |
| 18 | Sicco van Goslinga                                     | Šlechtic a diplomat                    | 1661–1731                  |
| 19 | Marie Luisa Hesensko-Kasselská                         |                                        | 1688–1765                  |
| 20 | Eise Eisinga                                           | Život v planetáriu                     | 1744–1828                  |
| 21 | Od republiky k unitárnímu státu                        |                                        | 1780–1813                  |
| 22 | Justus Hiddes Halbertsma                               |                                        | 1789–1869                  |
| 23 | Kniha Oera Linda                                       | Rukopis                                | 1867                       |
| 24 | Ferdinand Domela Nieuwenhuis a Pieter Jelles Troelstra |                                        | 1880–1900                  |
| 25 | Do „země snů a přání“                                  | Emigrace do USA                        | 1845–1914                  |
| 26 | Margaretha Geertruida Zelle                            | Mata Hari                              | 1876–1917                  |
| 27 | Oorijzer                                               | Součást lidového kroje                 | 1840–1900                  |
| 28 | Máslo                                                  | Fríský index AEX                       | 0–současnost               |
| 29 | Douwe Kalma                                            |                                        | 1896–1953                  |
| 30 | Ofslútdyk                                              | Frísko spojené s Holandskem            | 1932                       |
| 31 | Titus Brandsma                                         |                                        | 1881–1942                  |
| 32 | Mléčná stávka                                          | Pracovní stávka                        | 1943                       |
| 33 | Abe Lenstra                                            | Fríský sportovní hrdina                | 1920–1985                  |
| 34 | Kneppelfreed                                           | Nepokoje kvůli přístupu k fríštině     | 1951                       |
| 35 | Alvestêdetocht                                         | Karneval na ledě                       | 1909–1997                  |
| 36 | Hendrik Algra                                          |                                        | 1920–1950                  |
| 37 | Waddenské moře                                         | Turistika                              | 1800–současnost            |
| 38 | Scelování pozemků                                      |                                        | Druhá polovina 20. století |
| 39 | Industrializace                                        | Pozornost se přesunula na lesy         | 1949                       |
| 40 | Gerrit Benner                                          |                                        | 1897–1981                  |
| 41 | Fríština                                               |                                        |                            |